# Kanischka II.

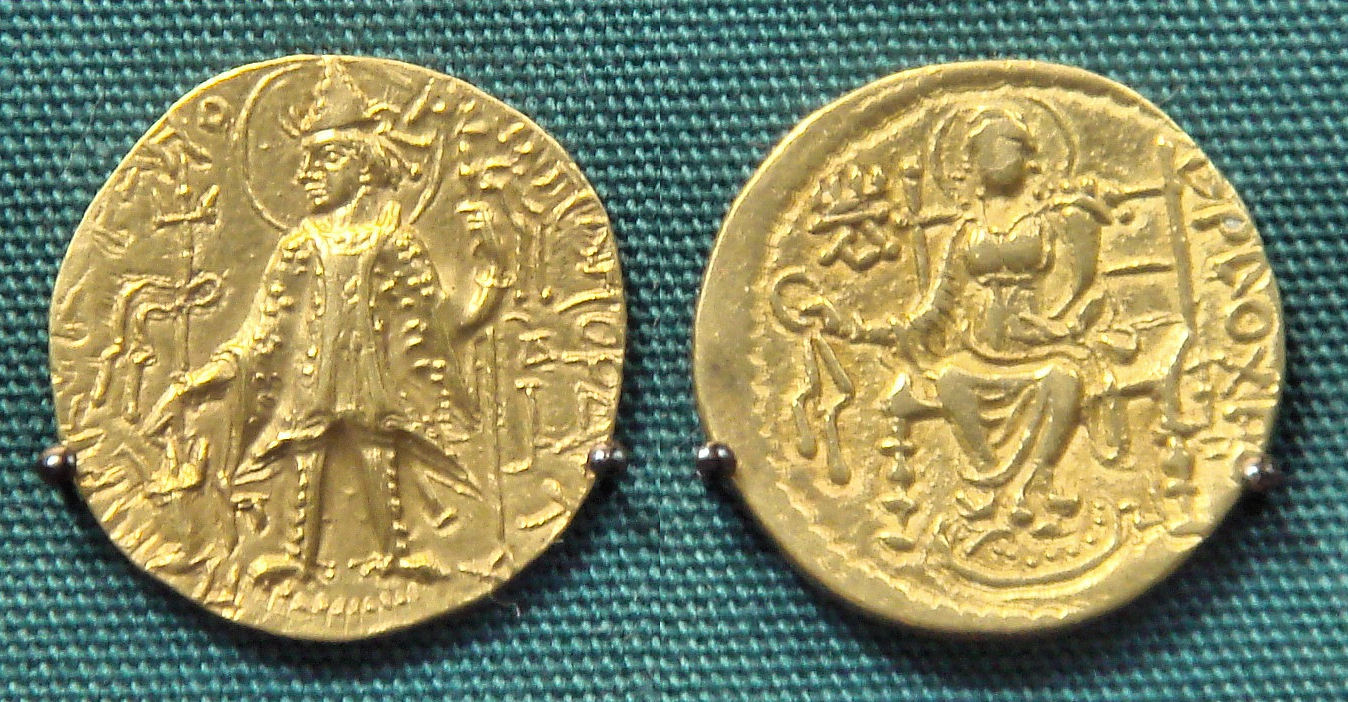
Goldmünze Kanischkas II.

Kanischka II. war ein König der Kuschana. Er war der Nachfolger von Vasudeva I. und regierte um 220 n. Chr. für etwa 20 Jahre. Er ist hauptsächlich von seinen Münzen bekannt und scheint vor allem in Indien regiert zu haben, während der Westen des Reiches (Baktrien) wahrscheinlich an die Sassaniden verloren ging – obwohl er vielleicht auch Erfolge im Abwehrkampf hatte. Mit ihm begann wahrscheinlich eine neue Ära. Auf seinen Münzen erscheint sein Name im Nominativ, während die Vorgänger dort, griechischer Sitte folgend, ihren Namen im Genitiv schrieben.